# Фокс-Стренгуэйс, Генри Томас, 2-й граф Илчестер
Генри Томас Фокс-Стренгуэйс, 2-й граф Илчестер (англ. Henry Thomas Fox-Strangways, 2nd Earl of Ilchester; 29 июля 1747 — 5 сентября 1802) — британский пэр и член Палаты общин. Он носил титул учтивости — лорд Ставордейл с 1756 по 1776 год.

## Происхождение и образование
Родился 29 июля 1747 года. Старший сын Стивена Фокса-Стренгвейса, 1-го графа Илчестера (1704—1776), и его жены Элизабет Хорнер (1723—1792), дочери Томаса Стрэнгуэйса Хорнера (1688—1741), члена парламента.
Он получил образование в Итонском колледже (1760—1764) и Крайст-черч в Оксфорде (1765).

## Карьера
Он заседал в Палате общин Великобритании от Мидхерста в Сассексе с 1768 по 1774 год.
29 сентября 1776 года после смерти своего отца Генри Томас Фокс-Стренгуэйс унаследовал титулы 2-го графа Илчестера, 2-го лорда Илчестера (графство Сомерсет) и барона Стренгуэйса (графство Дорсет), 2-го лорда Илчестера и Ставордейла из Редлинча (графство Сомерсет), став членом Палаты лордов Великобритании.
В 1770 году он стал капитаном 24-го пехотного полка, но когда в 1775 году его полк был отправлен в Америку, он подал в отставку.

## Браки и дети
Лорд Илчестер был женат дважды . 20 августа 1772 года он женился первым браком на Мэри Терезе О’Грэйди (1755 — 14 июня 1790), дочери Стэндиша О’Грэйди и Мэри Хангерфорд, от брака с которой у него было два сына и шесть дочерей , в том числе:
- Леди Мэри Люси Фокс-Стренгуэйс (? — 3 февраля 1855), вышла замуж за капитана сэра Кристофера Коула.
- Леди Шарлотта Энн Фокс-Стренгуэйс (? — 27 мая 1826), вышла замуж за сэра Чарльза Лемона, 2-го баронета.
- Леди Элизабет Тереза Фокс-Стренгуэйс (? — 12 марта 1846), вышла замуж за Уильяма Дэвенпорта Тальбота. Они стали родителями Генри Фокса Тальбота.
- Леди Харриот Фокс-Стренгуэйс (? — 6 августа 1844)
- Леди Луиза Эмма Фокс-Стренгуэйс (27 июня 1785 — 3 апреля 1851), вышла замуж за Генри Петти-Фицмориса, 3-го маркиза Лэнсдауна.
- Генри Стивен Фокс-Стренгуэйс, 3-й граф Илчестер (21 февраля 1787 — 3 января 1858), старший сын и преемник отца.

28 августа 1794 года он женился вторым браком на Мэри Дигби (? — 23 сентября 1842), дочери преподобного Уильяма Дигби, декана Вустера и Дарема, почетного капеллана короля, младшего брата Генри Дигби, 1-го графа Дигби, и двоюродного брата Чарльза Джеймса Фокса. Дети от второго брака:
- Уильям Томас Хорнер Фокс-Стренгуэйс, 4-й граф Илчестер (7 мая 1795 — 10 января 1865)
- Достопочтенный Джайлс Дигби Роберт Фокс-Стренгуэйс (26 мая 1798 — 12 февраля 1827)
- Достопочтенный Джон Джордж Чарльз Фокс-Стренгуэйс (6 февраля 1803 — 8 сентября 1859), отец Генри Фокс-Стрэнгуэйса, 5-го графа Илчестера.

Он умер в сентябре 1802 года в возрасте 55 лет, и ему наследовал его сын от первого брака, Генри Стивен Фокс-Стренгуэйс, 3-й граф Илчестер.